# Ngân Châu, Ninh Ba
Ngân Châu (chữ Hán phồn thể: 鄞州區, chữ Hán giản thể: 鄞州区, bính âm: Yínzhōu Qū, bính âm:, âm Hán Việt: Ngân Châu khu) là một quận thuộc địa cấp thị Ninh Ba, tỉnh Chiết Giang, Cộng hòa Nhân dân Trung Hoa. Ngân Châu có diện tích 1.481 km², dân số năm 2016 là 1.257.000 người. Mã số bưu chính của Ngân Châu là 315040. Chính quyền quận Ngân Châu đóng ở nhai đạo Chung Công Miếu.

## Lịch sử
Năm 220 TCN, Tần Thủy Hoàng, vị hoàng đế đầu tiên của nhà Tần,cho thành lập 3 huyện là Ngân (鄞), Mậu (鄮) và Câu Chương (句章). Từ thời nhà Hán tới thời Nam triều là huyện Đại. Sau này chúng hợp nhất thành huyện Câu Chương trong thời kỳ nhà Tùy. Nó được đổi tên thành huyện Thượng trong thời kỳ nhà Đường. Năm Vũ Đức thứ 4 (621) tách huyện Câu Chương để thành lập Ngân Châu. Năm Vũ Đức thứ 8 (625) phế Ngân Châu làm huyện Mậu. Trong thời kỳ Ngũ Đại Thập Quốc nó có tên là huyện Ngân. Thời kỳ nhà Tống là huyện Vọng. Thời nhà Nguyên là huyện Thượng. Từ thời nhà Tùy đến cuối thời kỳ nhà Thanh thì huyện Ngân (Câu Chương, Mậu) đều là huyện phụ quách.
Thành phố Ninh Ba từng là nơi đặt trị sở của huyện Ngân cho đến khi được Cộng hòa Nhân dân Trung Hoa thành lập. Cùng thời gian đó, huyện Ngân trở thành một huyện thuộc địa cấp thị Ninh Ba. Ngày 19 tháng 4 năm 2002 nó được đổi tên thành quận Ngân Châu. Nó là một trong số ít quận huyện duy trì tên gọi trên 2000 năm kể từ khi thành lập.
Từ tháng 10 năm 2016, khu vực phía tây sông Phụng Hóa của quận Ngân Châu tách ra để sáp nhập vào quận Hải Thự, còn phần phía đông sáp nhập cùng quận Giang Đông để thành lập quận Ngân Châu mới.

## Phân cấp hành chính
Về mặt hành chính, Ngân Châu được chia thành 15 nhai đạo, 10 trấn (2019).
- Nhai đạo: Bách Trượng, Phúc Minh, Đông Liễu, Đông Thắng, Minh Lâu, Đông Giao, Bạch Hạc, Tân Minh, Chung Công Miếu, Trung Hà, Hạ Ứng, Thủ Nam,  Mai Khư, Phan Hỏa, Tụ Hiền.
- Trấn: Khâu Ải, Ngũ Hương, Khương Sơn, Vân Long, Đông Ngô, Hoành Khê, Đường Khê, Hàm Tường, Chiêm Kỳ, Đông Tiền Hồ.